# メルルーサ
メルルーサ（スペイン語：Merluza、学名：Merluccius）は、タラ目メルルーサ科の海水魚の総称である。
近縁のタラ目の魚ホキは以前メルルーサ科に分類されていたが、今日ではマクルロヌス科に分類されている。

## 概要
英名はヘイク（Hake）で、ケープヘイク、アルゼンチンヘイク、ニュージーランドヘイクなど13種の総称。スペインでは、幼魚がペスカディーリャ（Pescadilla）と呼ばれる。
一般に大陸棚の縁辺部に分布しており、ヨーロッパ、アフリカ西洋岸沖、北米太平洋岸沖、南米大西洋岸・太平洋沖、ニュージーランド沖等に多く分布する

## 特徴
体長約0.9 - 2メートル。形はスケトウダラに似ており、また、身には細かな茶褐色の斑点が存在する。

## 分類
5属24種からなる。
- メルルーサ亜科:
  - リコノデス属 (Gilchrist, 1922)
    - Lyconodes argenteus (Gilchrist, 1922)

  - リコヌス属 (Günther, 1887)
    - Lyconus brachycolus (Holt y Byrne, 1906)
    - Lyconus pinnatus (Günther, 1887)

  - ホキ属 (Günther, 1873)
    - Macruronus capensis (Davies, 1950)
    - Macruronus maderensis (Maul, 1951)
    - Macruronus magellanicus (Lönnberg, 1907)
    - Macruronus novaezelandiae (Hector, 1871) - ホキ

  - メルルーサ属 Merluccius (Rafinesque, 1810)
    - Merluccius albidus (Mitchill, 1818)(offshore silver hake)
    - Merluccius angustimanus (Garman, 1899) (Panama hake)
    - Merluccius australis (Hutton, 1872)(southern hake)
    - Merluccius bilinearis (Mitchill, 1814) - シルバーヘイク(silver hake)
    - Merluccius capensis (Castelnau, 1861) (shallow-water Cape hake)
    - Merluccius gayi (Guichenot, 1848)
      - Merluccius gayi gayi (Guichenot, 1848) (South Pacific hake)
      - Merluccius gayi peruanus (Ginsburg, 1954) (Peruvian hake)

    - Merluccius hernandezi (Mathews, 1985) (Cortez hake)
    - Merluccius hubbsi (Marini, 1933) - アルゼンチンメルルーサ(Argentine hake)
    - Merluccius merluccius (Linnaeus, 1758) ヨーロピアンヘイク (European hake, Cornish salmon, herring hake)
    - Merluccius paradoxus (Franca, 1960) -(deep-water cape hake)
    - Merluccius patagonicus (Lloris y Matallanas, 2003)(Patagonian hake)
    - Merluccius polli (Cadenat, 1950) (Benguela hake)
    - Merluccius productus (Ayres, 1855)(North Pacific hake)
    - Merluccius senegalensis (Cadenat, 1950)  (Senegalese hake)
    - Merluccius tasmanicus (Matallanas y Lloris, 2006)
- ヒカリダラ亜科:
  - ヒカリダラ属 (Goode y Bean, 1888)
    - Steindachneria argentea (Goode y Bean, 1896)

## 資源・漁業

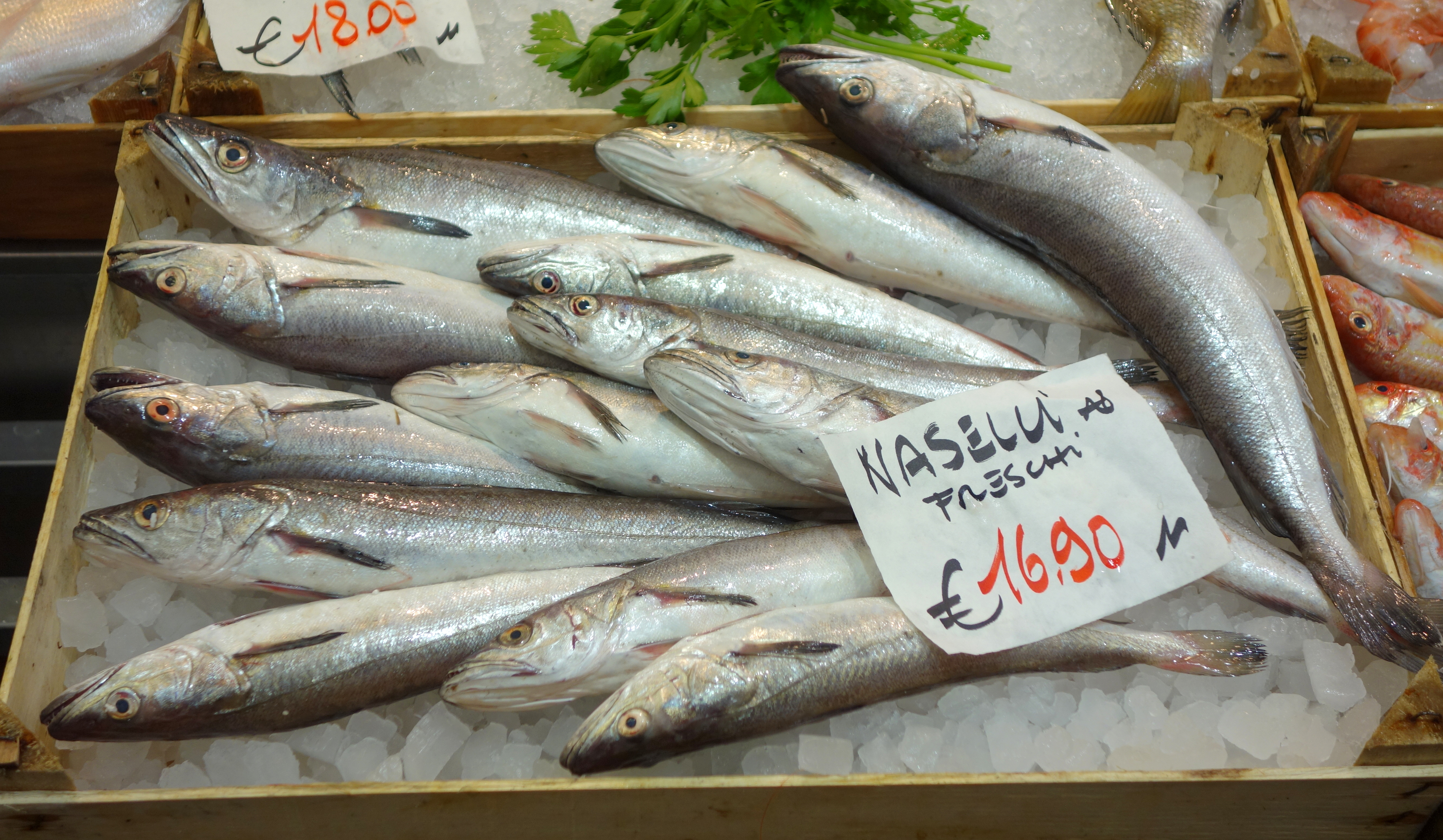
ジェノヴァの市場に並ぶメルルーサ

ヨーロッパでは長年に渡って延縄、手釣り、刺し網などの漁業がおこなわれてきた。1960年代以降ヨーロッパ以外の大陸棚の資源を狙って、日本を始めヨーロッパのトロール漁業が操業を始めた。1970年代までは、北米沖・南半球の資源はかなり余裕があると思われていたが、大型トロール漁業の開発が進んで資源の危機が叫ばれ、南アフリカ沖については国際管理が行われた（ICSEAF)が、資源が確認される限りすべて沿岸国の専管水域内にあるため、現状資源管理は沿岸国に委ねられている。　

## 食材

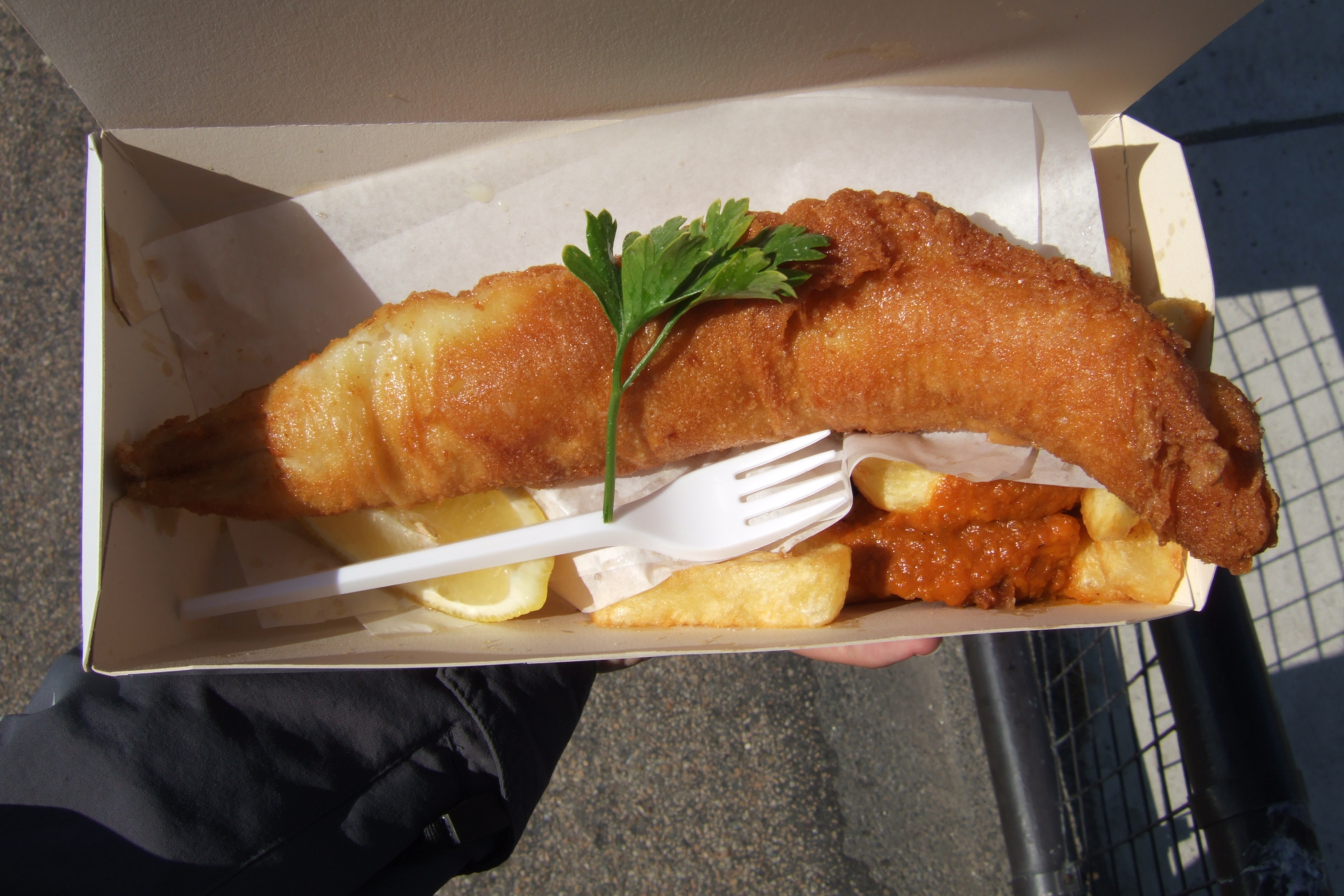
メルルーサのフライを使ったフィッシュ・アンド・チップス

味は種・保存方法等により、極めて差が大きい。タラに似た白身だが、身が締まっており、塩処理をしなくてもタラのように身が崩れない。欧州で釣り上げられて鮮魚として流通するメルルーサは高価であり、高級品として好まれる。他方、北米沖・南半球でトロールで漁獲された魚は、一般に冷凍されて大衆魚として利用される。南欧では一尾丸ごと魚屋やレストランの店頭に並ぶが、ヨーロッパでは一般には切り身で売られており、また白身魚のフライ用に加工された形で売られることが多い。フィッシュ・アンド・チップスにも多く使われている。
スペインでは特に好まれる魚で、首から頭を石窯で焼いたアルオルノは最高級の料理とされる。その他にも、頬肉から顎にかけての部分の天火煮込み、白身の大きなブロックの丸茹で、切り身の天ぷら、小型魚は丸のまま唐揚げ、或いはニンニクとオリーブオイルの鉄板焼きなど、多くの料理に使われる。
日本市場に一般に流通したのは1960年代にトロール船が漁獲したもので、当初は馴染みがない魚種であることからシロムツ等と呼ばれ、紛らわしい命名として問題視された。メルルーサが定着して以降は大衆向けの総菜魚として需要がある。市場には白身のフライ・粕漬け・味噌漬けとして半加工して出されることが多く、摺り身の材料にも使われる。安価であることから、外食産業や学校給食などの加工食品に用いられる白身魚としても定着している。かつてはマクドナルドのフィレオフィッシュの原材料であった。